# Anna Levčenko
Anna Anatol'evna Levčenko Matienko (in russo Анна Анатольевна Левченко-Матиенко?; 12 luglio 1981) è una pallavolista russa.
Gioca nel ruolo di palleggiatrice nel Leningradka.

## Carriera

### Club
La carriera da professionista di Anna Matienko (cognome con cui è conosciuta dal 2007) inizia nel 2000, giocando nello Zareč'e Odincovo, dove resta per otto stagioni, vincendo un campionato russo e cinque coppe nazionali.
Nella stagione 2008-09 viene ingaggiata dalla Dinamo Mosca, con la quale vince uno scudetto e due Coppa di Russia. Nella stagione 2012-13 viene ingaggiata dal Severstal e in quella successiva passa alla Dinamo Krasnodar in cui rimane una sola stagione per poi passare all'Uraločka.
Nel campionato 2015-16 si trasferisce alla Dinamo-Kazan, che lascia già nel campionato seguente per andare a giocare per la prima volta all'estero, approdando in Turchia all'İdman Ocağı. Rientra in patria per l'annata 2017-18, disputata con la maglia del Proton, mentre in quella seguente viene ingaggiata dalla Dinamo Krasnodar. Per l'annata 2019-20 si trasferisce al Leningradka.

### Nazionale
Nel 2011 debutta in nazionale, partecipando ai Giochi della XXX Olimpiade; con la selezione russa vince la medaglia d'oro al campionato europeo femminile 2013.

## Palmarès

### Club
- Campionato russo: 2

2007-08, 2008-09
- Coppa di Russia: 7

2002, 2003, 2004, 2006, 2007, 2009, 2011

### Nazionale (competizioni minori)
- Montreux Volley Masters 2013